# Slovacchia occidentale

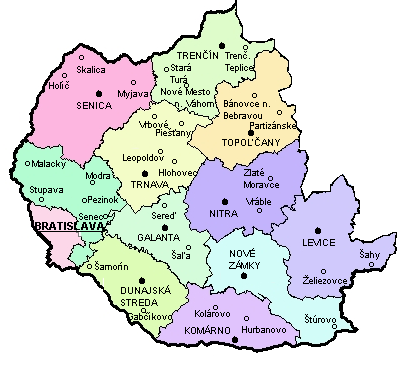
Mappa della Slovacchia occidentale, secondo la divisione amministrativa degli anni 1960-1990

La Slovacchia occidentale (in slovacco: Západné Slovensko) è una regione storica della Slovacchia, che comprende le attuali regioni di Bratislava, di Trnava, di Trenčín e di Nitra.
La codificazione dello slovacco standard si basò in un primo periodo sui dialetti della Slovacchia occidentale secondo l'opera di Anton Bernolák; ma in seguito alla riforma operata da Ľudovít Štúr e accolta da tutti i successori, fra cui Michal Miloslav Hodža, la lingua nazionale slovacca si basa sui dialetti della Slovacchia centrale.

## Storia amministrativa
Dal 1960 al 1990 costituì la regione amministrativa della Slovacchia Occidentale.
Oggi abbraccia le regioni di Bratislava, di Trnava, di Trenčín e di Nitra. Per fini statistici le ultime tre regioni vengono spesso accorpate con il nome di Slovacchia occidentale, mentre la regione di Bratislava viene considerata a sé stante.